# 角間温泉 (山ノ内町)
角間温泉（かくまおんせん）は、長野県山ノ内町にある山あいの温泉。湯田中渋温泉郷の一角を占める湯治向けの温泉。
なお、長野県内に角間温泉は2ヶ所存在する。もう一つは上田市真田町、菅平高原の近く、角間渓谷に湧く角間温泉である。

## 泉質
- 含石膏弱食塩泉
  - 源泉温度は45～98度。

## 温泉地
町内を流れる角間川の河畔に数件の宿が温泉集落を形成している。古くから湯治向けの宿として知られており、療養に訪れる客も多い。湯量は豊富で、各旅館とも源泉掛け流しを謳っており、共同浴場も三軒存在する。

## 歴史
蓮如の発見と伝わる。古くより湯治向けの名湯として知られ、林芙美子、吉川英治、横山大観など数多くの文人も訪れた来歴がある。

## アクセス
- 公共交通
  - 長野電鉄・湯田中駅 下車からバス